# Liste der Präsidenten des portugiesischen Parlaments
Diese Liste der Präsidenten des portugiesischen Parlaments listet die Parlamentspräsidenten des Parlaments Portugals, der Assembleia da República, auf. Die Republik Portugal hat ein Einkammersystem.
Gemäß der Verfassung Portugals von 1976 wird der Parlamentspräsident mit absoluter Mehrheit vom Parlament gewählt, für eine vierjährige Amtszeit. Eine Wiederwahl ist möglich. Verfassungsgemäß ist der Parlamentspräsident der zweithöchste Vertreter Portugals, nach dem Staatspräsidenten Portugals, den er bei Abwesenheit oder Ausfall vertritt. Er hat einen eigenen offiziellen Amtssitz, in einem Anbau des Parlamentsgebäudes Palácio de São Bento.
Diese Liste führt nur die Präsidenten der sogenannten Dritten Republik seit 1974 auf. Die vorangegangenen Präsidenten des portugiesischen Parlaments seit dessen Gründung nach der Liberalen Revolution 1821 sind nicht Gegenstand dieser Liste.
Nach der Nelkenrevolution vom 25. April 1974 wurde Henrique de Barros von Juni 1974 bis März 1975 Mitglied des Staatsrats und stand dann als erster gewählter Parlamentspräsident der Verfassungsgebenden Versammlung vor. Damit gilt er als erster demokratisch gewählter Parlamentspräsident seit der Nelkenrevolution. Jedoch werden üblicherweise nur die nach der neuen Verfassung ab 1976 gewählten Präsidenten gezählt.

## Liste der Parlamentspräsidenten
|    | Bild/Name | Bild/Name                     | Lebensdaten | Partei | Beginn der Amtszeit | Ende der Amtszeit | Länge der Amtszeit   | Wahlkreis                            |
| -- | --------- | ----------------------------- | ----------- | ------ | ------------------- | ----------------- | -------------------- | ------------------------------------ |
| 0# |           | Henrique de Barros            | 1904–2000   | PS     | 3. Juni 1975        | 2. April 1976     | 304 Tage             | Coimbra                              |
| 01 |           | Vasco da Gama Fernandes       | 1908–1991   | PS     | 29. Juli 1976       | 29. Oktober 1978  | 2 Jahre und 92 Tage  | Leiria                               |
| 02 |           | Teófilo Carvalho dos Santos   | 1906–1986   | PS     | 30. Oktober 1978    | 7. Januar 1980    | 1 Jahr und 69 Tage   | Lissabon                             |
| 03 |           | Leonardo Ribeiro de Almeida   | 1924–2006   | PSD    | 8. Januar 1980      | 21. Oktober 1981  | 1 Jahr und 286 Tage  | Santarém                             |
| 04 |           | Francisco de Oliveira Dias    | 1930–2019   | CDS    | 22. Oktober 1981    | 2. November 1982  | 1 Jahr und 11 Tage   | Leiria                               |
| 05 |           | Leonardo Ribeiro de Almeida   | 1924–2006   | PSD    | 3. November 1982    | 30. Mai 1983      | 208 Tage             | Santarém                             |
| 06 |           | Manuel Alfredo Tito de Morais | 1910–1999   | PS     | 8. Juni 1983        | 24. Oktober 1984  | 1 Jahr und 138 Tage  | Lissabon                             |
| 07 |           | Fernando do Amaral            | 1925–2009   | PSD    | 25. Oktober 1984    | 12. August 1987   | 2 Jahre und 291 Tage | Viseu                                |
| 08 |           | Vítor Pereira Crespo          | 1932–2014   | PSD    | 25. August 1987     | 3. November 1991  | 4 Jahre und 70 Tage  | Leiria                               |
| 09 |           | António Barbosa de Melo       | 1932–2016   | PSD    | 7. November 1991    | 26. Oktober 1995  | 3 Jahre und 353 Tage | Coimbra                              |
| 10 |           | António de Almeida Santos     | 1926–2016   | PS     | 31. Oktober 1995    | 4. April 2002     | 6 Jahre und 155 Tage | Lissabon                             |
| 11 |           | João Bosco Mota Amaral        | * 1943      | PSD    | 10. April 2002      | 16. März 2005     | 2 Jahre und 340 Tage | Azoren                               |
| 12 |           | Jaime Gama                    | * 1947      | PS     | 16. März 2005       | 20. Juni 2011     | 6 Jahre und 96 Tage  | Lissabon                             |
| 13 |           | Maria da Assunção Esteves     | * 1956      | PSD    | 21. Juni 2011       | 22. Oktober 2015  | 4 Jahre und 123 Tage | Lissabon                             |
| 14 |           | Eduardo Ferro Rodrigues       | * 1949      | PS     | 23. Oktober 2015    | 29. März 2022     | 6 Jahre und 157 Tage | Lissabon                             |
| 15 |           | Augusto Santos Silva          | * 1956      | PS     | 29. März 2022       | 27. März 2024     | 1 Jahr und 364 Tage  | Auslandsportugiesen außerhalb Europa |
| 16 |           | José Pedro Aguiar Branco      | * 1957      | PSD    | 27. März 2024       | amtierend         | 361 Tage             | Viana do Castelo                     |